# 17 juli
17 juli är den 198:e dagen på året i den gregorianska kalendern (199:e under skottår). Det återstår 167 dagar av året.

## Namnsdagar

### I den svenska almanackan
- Nuvarande – Bruno
- Föregående i bokstavsordning
  - Alex – Namnet infördes på dagens datum 1986, men flyttades 1993 till 12 december och utgick 2001.
  - Alexis – Namnet infördes på dagens datum 1901, men flyttades 2001 till 12 december.
  - Alexius – Namnet fanns, till minne av Alexius ett romerskt helgon, som lämnade sin hustru på bröllopsnatten och i 17 år vallfärdade till olika platser, innan han återvände hem, på dagens datum före 1901, då det utgick.
  - Alice – Namnet infördes på dagens datum 1986, men flyttades 2001 till 23 juni.
  - Bruno – Namnet infördes 1680 på 6 oktober, men utgick redan 1730. 1753 återinfördes det på 6 oktober och fanns där fram till 1901, då det åter utgick. 1986 återinfördes det på 5 oktober, men flyttades 2001 till dagens datum.
- Föregående i kronologisk ordning
  - Före 1901 – Alexius
  - 1901–1985 – Alexis
  - 1986–1992 – Alexis, Alex och Alice
  - 1993–2000 – Alexis och Alice
  - Från 2001 – Bruno
- Källor
  - Brylla, Eva (red.): Namnlängdsboken, Norstedts ordbok, Stockholm, 2000. ISBN 91-7227-204-X
  - af Klintberg, Bengt: Namnen i almanackan, Norstedts ordbok, Stockholm, 2001. ISBN 91-7227-292-9

### Finlandssvenska almanackan
- Nuvarande från 1929[1] – Ossian
- I föregående revideringar[a][2]
  - inga ändringar sedan 1929

## Händelser
- 330 f.Kr. – Sedan den makedoniske kungen Alexander den store under de senaste åren i slag efter slag har besegrat den persiske storkonungen Dareios III blir denne avsatt och dödad av den baktriske satrapen Bessos, eftersom han genom nederlagen har visat sig vara en svag monark. Under namnet Artaxerxes utropar sig Bessos själv till storkonung av det persiska riket och försöker slå tillbaka Alexanders invasion. När han misslyckas med detta minskar dock hans popularitet och året därpå blir han själv avsatt och utlämnad till makedonierna, som torterar och avrättar honom, varpå Alexander själv kan utropa sig till persisk storkonung.
- 561 – Sedan Pelagius I har avlidit 3 eller 4 mars utnämns Catelinus till påve och tar namnet Johannes III. Han har egentligen valts strax efter Pelagius död, men har fått vänta till denna dag, innan den bysantinske kejsaren Justinianus I har godkänt utnämningen. Johannes pontifikat varar i 13 år och han tvingas tidvis leva i Roms katakomber, eftersom han har gjort sig ovän med det kejsarvänliga skiktet i Rom, genom att kalla in den förräderianklagade generalen Narses till staden, för att rädda den från langobardernas härjningar.
- 924 – Vid Edvard den äldres död efterträds han som kung av Wessex av sin son Ethelweard. Denne dör dock själv redan efter två veckor och efterträds då av sin bror Æthelstan. Enligt vissa teorier blir Ethelweard lönnmördad av sin bror, som redan har tagit makten i en del av riket. Det dröjer dock till året därpå, innan hela landet går med på att kröna Æthelstan till kung.
- 1048 – Efter att Benedictus IX har blivit avsatt dagen innan väljs Poppo av Curagnoni till påve och tar namnet Damasus II, men avlider efter endast tre veckor på posten.[3] Damasus första åtgärd som påve är dock att bannlysa Benedictus, eftersom denne anklagas för simoni (att köpa eller sälja kyrkliga ämbeten), eftersom han har varit påve tre gånger och vid ett tillfälle har avgått, genom att sälja påveämbetet till högstbjudande.
- 1210 – Den avsatte svenske kungen Sverker den yngre gör ett försök att återta kronan från sin tronrival Erik Knutsson (som besegrade och avsatte honom i slaget vid Lena 1208), genom att med dansk hjälp invadera Västergötland. Denna dag (eller dagen därpå) blir han dock på nytt besegrad av Erik i slaget vid Gestilren, där han också stupar. Därmed är det slut på det svenska inbördeskrig, som har varat sedan 1205, då Sverker dödade Eriks tre yngre bröder i slaget vid Älgarås. Kampen om kronan mellan de sverkerska och erikska ätterna fortsätter dock i ytterligare ett årtionde (tills den sverkerska dör ut på svärdssidan med Johan Sverkersson 1222) och i förlängningen till 1234, då tronpretendenten Knut Långe dör och Eriks son Erik kan återta kronan. Kampen är slutligen avgjord 1251, då Birger jarl krossar det andra folkungaupproret.
- 1453 – En fransk styrka på 10 000 man besegrar en jämnstark engelsk här i slaget vid Castillon. Detta blir det sista slaget under hundraårskriget mellan England och Frankrike och en avgörande fransk seger, eftersom den leder till att engelsmännen förlorar samtliga sina besittningar i Frankrike utom Calais (som förblir i engelska händer till 1558). Några månader senare (i oktober) avslutas kriget (som har pågått sedan 1337) med fransk seger, även om det formella fredsslutet kommer först 1475.
- 1788 – De svenska och ryska flottorna möts i sjöslaget vid Hogland, som utkämpas under sex timmar och där båda sidorna erövrar ett fartyg var av den andra. Slaget blir oavgjort, eftersom svenskarna vid mörkrets inbrott visserligen har övertaget, men då börjar få slut på ammunition och inte kan fullfölja förföljandet av ryssarna, som drar sig tillbaka. Den svenska flottan drar sig då tillbaka till fästningen Sveaborg, där den varken kan bli reparerad eller fylla på förråden, medan den ryska snabbt blir reparerad och påfylld i flottbasen Kronstadt, för att sedan fortsätta sjökrigföringen under det pågående kriget mellan Sverige och Ryssland.
- 1793 – Fyra dagar efter att den radikala girondisten Charlotte Corday har mördat revolutionären Jean Paul Marat i Paris blir hon avrättad genom giljotinering för mordet. Hon har efter dådet inte gjort något försök att fly, utan har omedelbart blivit arresterad och yttrar på schavotten att ”jag har dödat en människa för att rädda hundratusen”.
- 1917 – Den brittiska kungafamiljen ändrar sitt ättenamn från Sachsen-Coburg-Gotha till det mer engelskklingande Windsor (efter slottet Windsor Castle). Kungahuset har hetat Sachsen-Coburg-Gotha sedan 1901, då drottning Viktorias äldste son Edvard VII blev kung (han fortsatte då sin far prins Alberts ätt, snarare än moderns Hannover). Under det pågående första världskriget har dock stämningen i landet blivit allt mer antitysk och kung Georg V ser sig därför föranledd att tona ner det tyska ursprunget.
- 1918 – Sedan den ryske tsaren Nikolaj II har tvingats abdikera i mars 1917 har han och hans familj hållits i fängsligt förvar av bolsjevikerna. Man har planerat att ställa tsaren inför rätta, för hans brott mot ryska folket, men då vita motståndare i det ryska inbördeskriget hotar att rycka fram mot Jekaterinburg, där familjen hålls, bestämmer man sig för att avrätta dem genast, för att inte riskera en fritagning. När hela familjen är avrättad begravs offren i en grund grav i närheten, vilken återfinns först 1989. 1998 får familjen en riktig begravning. 2001 blir de helgonförklarade av den ryska kyrkan och 2008 fastslår Rysslands högsta domstol att avrättningarna var olagliga.
- 1936 – Oppositionella trupper inleder ett uppror i Spanska protektoratet Marocko, vilket blir inledningen på det spanska inbördeskriget. Kriget kommer att pågå i tre år mellan republikanerna (som är trogna den republikanska regeringen) och nationalisterna under general Francisco Francos ledning. På våren 1939 segrar nationalisterna, vilket leder till den andra spanska republikens fall och att Franco blir Spaniens diktator till sin död 1975.
- 1945 – En konferens inleds i Potsdam utanför Berlin mellan andra världskrigets segrarmakter USA, Storbritannien och Sovjetunionen och pågår till 2 augusti. Den leds av sovjetledaren Josef Stalin, den amerikanske presidenten Harry S. Truman och den brittiske premiärministern Winston Churchill (efter det brittiska valet utbytt mot Clement Attlee) och handlar om hur det besegrade Tyskland ska administreras. Man bestämmer bland annat att Tysklands östgräns mot Polen ska utgöras av floderna Oder och Neisse och att tyskarna i de tidigare tyska områden, som nu tillfaller andra stater, ska förflyttas till tyskt territorium.
- 1955 – Filmskaparen Walt Disneys nöjespark Disneyland i Anaheim i Kalifornien invigs, då parken visas för pressen (den öppnas för allmänheten dagen därpå). Parken har tillkommit sedan Disney har fått många förfrågningar om att folk ska få komma och se Disney Studios, men han har insett att en animationsstudio inte är så mycket att se. Numera är parken en nöjespark av världens mest kända och välbesökta nöjesparker och har sedan öppnandet haft över 500 miljoner besökare. 1971 öppnas ytterligare en Disneypark i USA (Disneyworld i Orlando i Florida) och idag finns flera Disneyparker på olika platser i världen (bland annat i Paris och Tokyo).
- 1975 – Den sovjetiska rymdfarkosten Sojuz dockar med den amerikanska motsvarigheten Apollo. Detta gemensamma sovjetisk-amerikanska projekt blir ett viktigt steg i rymdkapplöpningen och avspänningen mellan de båda länderna under kalla kriget, genom att det nu inte enbart handlar om att båda länderna försöker besegra varandra i rymden, utan även kan tänka sig att samarbeta. I pressen kallas händelsen för Handslaget i rymden och Toppmötet.
- 1976 – Olympiska sommarspelen 1976 invigs i Montréal av drottning Elizabeth II av Storbritannien.
- 1990 – Den palestinske PLO-ledaren Yassir Arafat gifter sig i Tunisien med Suha Tawil. Äktenskapet hemlighålls i 15 månader, medan den katolska Tawil konverterar till islam. Paret får 1996 dottern Zahwa och efter Arafats död 2004 bosätter sig Tawil och dottern i Paris.
- 1998 – Romstadgan för Internationella brottmålsdomstolen antas under en diplomatisk konferens i Rom och därigenom inrättas Internationella brottmålsdomstolen (ICC) från och med 1 juli 2002. Domstolen, som får sitt säte i Haag i Nederländerna, ska vara internationell domstol och en permanent tribunal för att åtala personer för folkmord, brott mot mänskligheten och brott mot krigets lagar. Idag (2025) har 122 stater, bland annat hela Sydamerika, största delen av Europa (däribland Sverige) och Oceanien, skrivit under och ratificerat stadgan, medan 31 länder (däribland USA och Ryssland) har skrivit under, men inte ratificerat den. 41 av FN:s medlemsstater har ännu inte skrivit under, däribland Kina och Indien, som är kritiska mot domstolen.
- 2001 – Den amerikanska artisten och sångaren Aaliyah släpper sitt tredje studioalbum, som får god kritik och debuterar på andra plats på Billboardlistan. Det blir dock hennes sista, eftersom hon en dryg månad senare (25 augusti) omkommer i en flygolycka.

## Födda
- 1502 – Lady Janet Stewart, skotsk guvernant, oäkta dotter till Jakob IV av Skottland, älskarinna till Henrik II av Frankrike
- 1658 – Alexis Littré, fransk anatom och kirurg
- 1716 – Joseph-Marie Vien, fransk målare
- 1744 – Elbridge Gerry, amerikansk demokratisk-republikansk politiker, guvernör i Massachusetts, USA:s vicepresident
- 1797 – Paul Delaroche, fransk målare
- 1810
  - Carl Axel Trolle, svensk lanthushållare och riksdagsman
  - Martin Farquhar Tupper, brittisk författare
- 1813 – Nils Månsson Mandelgren, svensk konstnär och forskare
- 1819 – Joseph Knabl, tysk skulptör
- 1831 – Xianfeng, kejsare av Kina
- 1832 – August Söderman, svensk romantisk tonsättare, kormästare vid Kungliga Teatern
- 1836 – Hjalmar Claëson, svensk häradshövding och riksdagsman
- 1862 – Oscar Levertin, svensk författare, kulturskribent och litteraturhistoriker
- 1868 – Carl Schedin, svensk lantbrukare och bondeförbundspolitiker
- 1871 – Lyonel Feininger, tysk målare och grafiker
- 1876 – Maksim Litvinov, sovjetisk politiker och diplomat, Sovjetunionens utrikesminister
- 1883 – Mauritz Stiller, svensk regissör, skådespelare och manusförfattare
- 1888 – Shmuel Josef Agnon, israelisk författare, mottagare av Nobelpriset i litteratur 1966
- 1889 – Erle Stanley Gardner, amerikansk författare och advokat
- 1890 – Hilma Granqvist, finländsk Palestinaforskare och sociolog
- 1891 – Per Håkansson, svensk filmproducent och produktionschef
- 1893 – Ilmari Salomies, finländsk kyrkoman, biskop i Viborgs stift, i Sankt Michels stift och i Åbo ärkestift
- 1895 – Nils Ohlin, svensk skådespelare och instrumentmakare
- 1898 – Berenice Abbott, amerikansk fotograf
- 1899 – James Cagney, amerikansk skådespelare
- 1911 – Olof Lilljeqvist, svensk ingenjör, flygfotograf och producent
- 1917 – Phyllis Diller, amerikansk skådespelare och komiker
- 1920
  - Nils Bohlin, flygingenjör, uppfinnare av trepunktsbilbältet
  - Juan Antonio Samaranch, spansk sportadministratör, Internationella olympiska kommitténs ordförande
- 1925 – Birgitta Adde, svensk jurist
- 1928 – Eino Hanski, rysk-svensk författare, dramatiker och konstnär
- 1930 – Sigge Ericsson, svensk skridskoåkare, bragdmedaljör
- 1932 – Joaquín Salvador Lavado, argentinsk serieskapare med pseudonymen Quino
- 1935
  - Benjamin Civiletti, amerikansk advokat och demokratisk politiker, USA:s justitieminister
  - Donald Sutherland, kanadensisk skådespelare
- 1937 – Solveig Ternström, svensk skådespelare, manusförfattare, regissör och centerpartistisk politiker
- 1944 – Carlos Alberto Torres, brasiliansk fotbollsspelare
- 1946 – Jeffrey Holland, brittisk skådespelare
- 1947
  - Camilla Shand (Camilla Parker Bowles), brittisk drottninggemål sedan 2022
  - Wolfgang Flür, tysk musiker, medlem i gruppen Kraftwerk
  - Lena Strömdahl, svensk skådespelare
- 1948 – Wayne Sleep, brittisk balettdansör och skådespelare
- 1949 – Geezer Butler, brittisk musiker, medlem i gruppen Black Sabbath
- 1951 – Jan Hammarlund, svensk viskompositör och musiker
- 1952 – David Hasselhoff, amerikansk skådespelare, sångare, producent och regissör
- 1953 – Lisbeht Tammeleht, svensk skådespelare
- 1954
  - Angela Merkel, tysk kemist och kristdemokratisk politiker, Tysklands förbundskansler
  - J. Michael Straczynski, amerikansk författare och TV-producent
  - Torbjörn Jansson, svensk travkusk och -tränare
- 1957 – Lars Arne Håkansson, svensk affärsman, VD för Warner Home Video Sweden, styrelseledamot i Svenska Antipiratbyrån
- 1958 – Wong Kar-wai, kinesisk filmregissör, manusförfattare och filmproducent
- 1963 – Dzintars Rasnačs, lettisk politiker
- 1966 – Sten Tolgfors, svensk moderat politiker, Sveriges handelsminister och försvarsminister
- 1967 – Regina Lund, svensk skådespelare, sångare, låtskrivare, poet, författare och multikonstnär
- 1969 – Tommy Söderström, svensk ishockeymålvakt
- 1970 – Alexandra Pascalidou, grekisk-svensk journalist, författare och TV-programledare
- 1971 – Conny Johansson, svensk fotbollsspelare
- 1972 – Dan Håfström, svensk barnskådespelare och journalist
- 1975 – Ville Virtanen, finländsk DJ och musikproducent med artistnamnet Darude
- 1976 – Anders Svensson, svensk fotbollsspelare
- 1979 – Mike Vogel, amerikansk skådespelare och fotomodell
- 1980 – Kristofer Gustavsson, svensk bandymålvakt
- 1981 – Jonas Källman, svensk handbollsspelare
- 1982 – Natasha Hamilton, brittisk sångare, medlem i gruppen Atomic Kitten
- 1985 – Tom Fletcher, brittisk musiker, medlem i gruppen McFly
- 1987 – Gemma Beadsworth, australisk vattenpolospelare
- 1991 – Oliver Ekman Larsson, svensk ishockeyspelare
- 1994 – Victor Nilsson Lindelöf, svensk fotbollsspelare från Västerås
- 1995 – Michela Moioli, italiensk snowboardåkare

## Avlidna
- 330 f.Kr. – Dareios III, kung av persiska riket
- 855 – Leo IV, påve
- 924 – Edvard den äldre, kung av Wessex
- 1210 – Sverker den yngre, kung av Sverige
- 1762 – Peter III, 34, tsar av Ryssland 1762
- 1790 – Adam Smith, 67, brittisk filosof, känd som nationalekonomins och liberalismens fader
- 1793 – Charlotte Corday, 24, fransk attentator
- 1845 – Charles Grey, 81, brittisk politiker, Storbritanniens premiärminister
- 1852 – Salvadore Cammarano, 51, italiensk librettist
- 1878 – Aleardo Aleardi, 65, italiensk poet
- 1891 – Thomas M. Browne, 62, amerikansk republikansk politiker, kongressledamot
- 1894 – Gisle Johnson, 71, isländsk-norsk teolog
- 1903 – James McNeill Whistler, 69, amerikansk-brittisk målare och grafiker
- 1907 – Hector Malot, 77, fransk författare
- 1912 – Henri Poincaré, 58, fransk matematiker och filosof
- 1918
  - Avrättade i Jekaterinburg:
    - Nikolaj II, 50, tsar av Ryssland
    - Alexandra av Hessen, 46, tsaritsa av Ryssland
    - Olga Nikolajevna Romanova, 22, rysk prinsessa
    - Tatiana Nikolajevna Romanova, 21, rysk prinsessa
    - Maria Nikolajevna Romanova, 19, rysk prinsessa
    - Anastasia Nikolajevna Romanova, 17, rysk prinsessa
    - Aleksej Nikolajevitj, 13, rysk kronprins
- 1925 – Lovis Corinth, 67, tysk konstnär
- 1929 – Frederick Booth-Tucker, 76, brittisk ämbetsman, ledare för Frälsningsarmén i USA och i Indien
- 1944 – William James Sidis, 46, amerikanskt underbarn med IQ på över 250
- 1945 – Ernst Busch, 60, tysk militär
- 1950 – Evangeline Booth, 84, brittisk-amerikansk frälsningssoldat, Frälsningsarméns general
- 1959 – Billie Holiday, 44, amerikansk jazzsångare
- 1967 – John Coltrane, 40, amerikansk jazzmusiker, tenorsaxofonist
- 1978 – John D. Rockefeller III, 72, amerikansk miljardär och filantrop
- 1983
  - Erik Börjesson, 96, svensk fotbollsspelare
  - Nils Hansson i Ronneby, 83, svensk länsjägmästare och folkpartistisk politiker
- 1984 – Karl Wolff, 84, tysk SS-officer
- 1995 – Juan Manuel Fangio, 84, argentinsk racerförare
- 1996 – Elsa Cedergren, 102, svensk grevinna och KFUK-ledare
- 1998 – Mafalda Figoni, 86, svensk solodansös, skådespelare och koreograf
- 2004 – Robert E. Smylie, 89, amerikansk republikansk politiker, guvernör i Idaho
- 2005
  - Geraldine Fitzgerald, 91, amerikansk skådespelare
  - Edward Heath, 89, brittisk konservativ politiker, Storbritanniens premiärminister
  - Tommy Johnson, 73, svensk skådespelare
- 2006 – Mickey Spillane, 88, amerikansk deckarförfattare
- 2007 – Catharina Broomé, 83, svensk dominikansyster, författare och psalmförfattare
- 2008 – Creig Flessel, 96, amerikansk serietecknare, en av grundarna av serieförlaget DC Comics
- 2009
  - Walter Cronkite, 92, amerikanskt nyhetsankare
  - Gordon Waller, 64, brittisk sångare
- 2011
  - Juan María Bordaberry, 83, uruguayansk politiker, Uruguays president
  - Alex Steinweiss, 94, amerikansk grafisk formgivare
- 2012
  - Bertil Knutsson, 80, svensk entreprenör, promotor och hästägare
  - Britt Mogård, 89, svensk moderat politiker, Sveriges biträdande utbildningsminister, landshövding
  - Marsha Singh, 57, brittisk parlamentsledamot för Labour 1997–2012
- 2014
  - Henry Hartsfield, 80, amerikansk astronaut
  - Ritva Holmberg, 70, finländsk skådespelare, regissör, manusförfattare och dramaturg
  - Elaine Stritch, 89, amerikansk skådespelare
- 2015 – Jules Bianchi, 25, fransk racerförare
- 2020
  - Zizi Jeanmaire, 96, fransk dansare och skådespelare
  - John Lewis, 80, amerikansk politiker